# Kyrkhult
Kyrkhult é uma localidade da província da Blekinge, na região de Gotalândia, no sul da Suécia. 
Faz parte da comuna de Olofström, pertencente ao condado de Blekinge. Tem 1,66 quilômetros quadrados e segundo censo de 2018, havia 952 residentes. 
Tem um carácter residencial, trabalhando uma parte importante da sua população na vizinha cidade de Olofström, situada a 10 km a sul. 